# Juego del puente

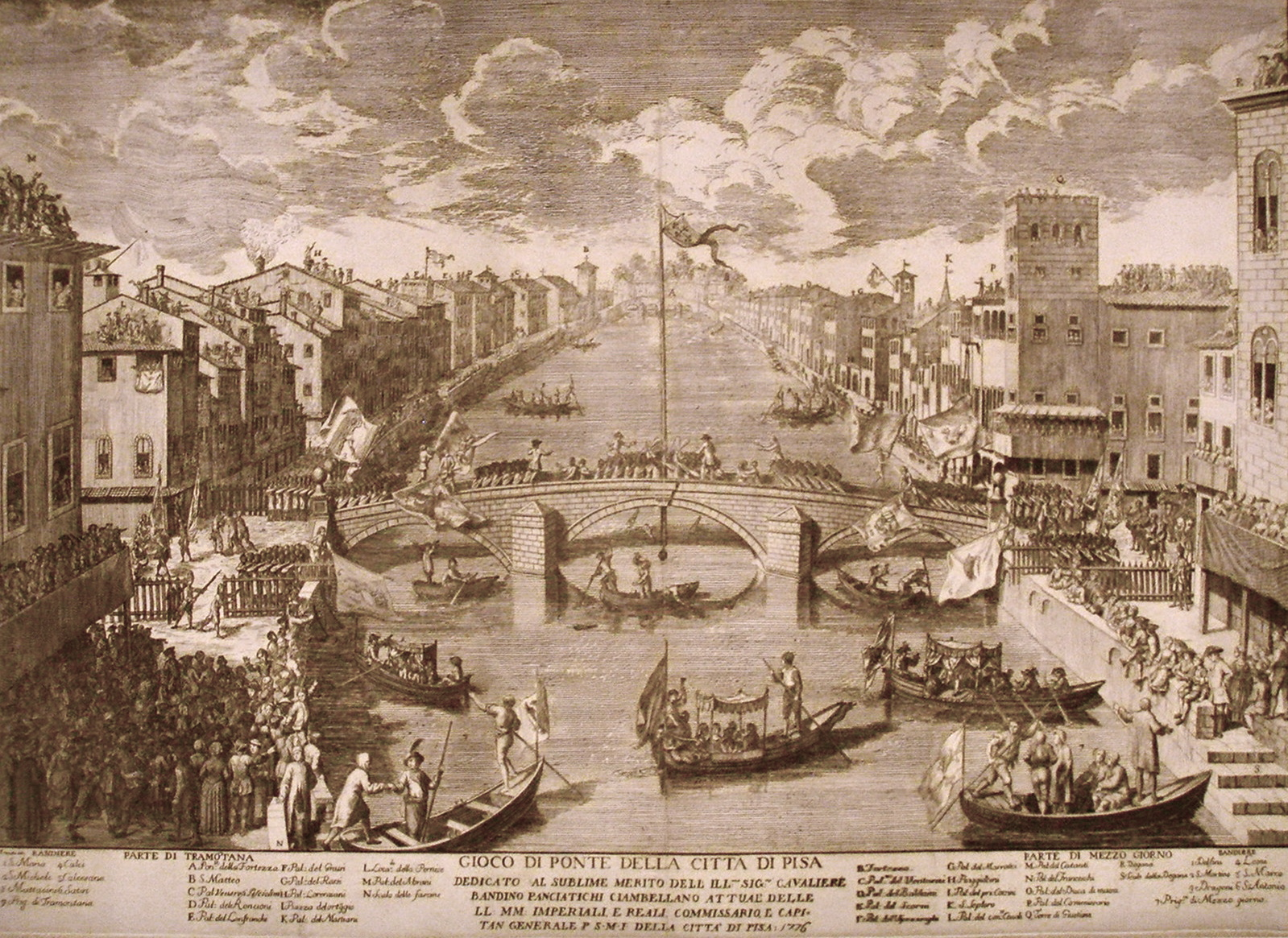
Ilustración del donde se muestra el Juego del puente.

El Juego del puente (Gioco del ponte en italiano; Giòo der Ponte en dialecto pisano) es una fiesta histórica que cada año se celebra el último sábado de junio sobre el Ponte di Mezzo (‘puente del medio’) en la localidad italiana de Pisa.
- Datos: Q3106863
- Multimedia: Gioco del Ponte di Pisa / Q3106863